# Eremias velox
Eremias velox är ett kräldjur i släktet löparödlor.
Denna ödla förekommer i Centralasien från Afghanistan och norra Iran i syd till ryska områden norr om Kaspiska havet, Kazakstan och västra Kina i norr. Arten lever i låglandet och i bergstrakter mellan 80 och 1900 meter över havet. Eremias velox vistas i halvöknar och i stäpper med glest fördelad växtlighet av gräs och buskar. Arten besöker även jordbruksmark.
Individerna har insekter som föda som de fångar på dagen. Honor lägger två eller tre gångar per år ägg och per tillfälle läggs cirka sex ägg. Ungarna blir vid slutet av första levnadsåret könsmogna. Eremias velox lever vanligen 2,5 år.
I några regioner hotas beståndet när jordbruks- och betesmarker brukas intensivt. Ett fåtal exemplar fångas och hölls som terrariedjur. Hela populationen antas vara stor. IUCN listar arten som livskraftig (LC).